# Skwarczyce
Skwarczyce (biał. Скварчыцы, ros. Скварчицы) – wieś na Białorusi, w obwodzie brzeskim, w rejonie baranowickim, w sielsowiecie Małachowce.

## Geografia
Położona jest nad Myszanką (prawy dopływ Szczary), 3 km od centrum administracyjnego sielsowietu Małachowce (Mirny), 7 km od najbliższego miasta (Baranowicze), 189 km od centrum administracyjnego obwodu (Brześć), 142 km od Mińska.
W roku 2019 w miejscowości znajdowało się 19 gospodarstw.

## Demografia
W roku 2019 miejscowość liczyła sobie 25 mieszkańców, w tym 15 w wieku produkcyjnym.